# 山东省工商业联合会
山东省工商业联合会，简称山东省工商联，同时称山东省总商会，是中国共产党领导的、山东省工商界组成的统战性、经济性、民间性的人民团体和商会组织。